# Муренхаут, Кос
Кос Муренхаут (нидерл. Koos Moerenhout, род. 5 ноября 1973 года в Ахтэйзене, Нидерланды) — бывший нидерландский профессиональный шоссейный велогонщик. Двукратный чемпион Нидерландов в групповой гонке.

## Достижения
1994
1-й Тур Льежа
2-й Тур Австрии
1-й Этап 1
2-й Флеш дю Сюд
1996
1-й Франко-Бельгийское кольцо
1-й  Очковая классификация
1-й Этап 1
1997
Тур Рейнланд-Пфалца
1-й  Горная классификация
1-й Этап 8
1998
1-й Протур Остворна
1999
Тур Страны Басков
1-й  Горная классификация
1-й Этап 4
3-й Гран-при Валлонии
2000
1-й Этап 1 Тур Даун Андер
Чемпионат Нидерландов
2-й  Групповая гонка
2003
1-й Этап 4 Тур Рейнланд-Пфальца
2004
Чемпионат Нидерландов
2-й  Групповая гонка
2007
Чемпионат Нидерландов
1-й  Групповая гонка
1-й Восьмёрка Хама
2008
Чемпионат Нидерландов
2-й  Групповая гонка
8-й Три дня Де-Панне
2009
Чемпионат Нидерландов
1-й  Групповая гонка
2-й  Индивидуальная гонка
1-й Этап 7 (ИГ) Тур Австрии
2-й Тур Бельгии
Чемпионат мира
7-й Индивидуальная гонка
2010
2-й Энеко Тур
1-й Этап 3
Чемпионат Нидерландов
2-й  Индивидуальная гонка
Чемпионат мира
6-й Индивидуальная гонка

## Статистика выступлений

### Чемпионаты
| Соревнование          | Соревнование | 2000 | 2001 | 2002 | 2003 | 2004 | 2005 | 2006 | 2007 | 2008 | 2009 | 2010 |
| --------------------- | ------------ | ---- | ---- | ---- | ---- | ---- | ---- | ---- | ---- | ---- | ---- | ---- |
| Чемпионат мира        | ИГ           | —    | —    | —    | —    | —    | —    | —    | —    | —    | 7    | 6    |
| Чемпионат мира        | ГГ           | —    | —    | —    | НФ   | НФ   | 17   | —    | НФ   | НФ   | 23   | 13   |
| Чемпионат Нидерландов | ИГ           | —    | —    | —    | —    | —    | —    | 5    | —    | —    | 2    | 2    |
| Чемпионат Нидерландов | ГГ           | 2    | —    | —    | —    | 2    | 97   | 7    | 1    | 2    | 1    | 4    |

### Гранд-туры
| Гонка           | 1997 | 1998 | 1999 | 2000 | 2001 | 2002 | 2003 | 2004 | 2005 | 2006 | 2007 | 2008 | 2009 | 2010 |
| --------------- | ---- | ---- | ---- | ---- | ---- | ---- | ---- | ---- | ---- | ---- | ---- | ---- | ---- | ---- |
| Джиро д'Италия  | —    | —    | —    | НФ   | —    | —    | —    | —    | —    | —    | 70   | —    | —    | —    |
| Тур де Франс    | —    | 44   | —    | 77   | —    | —    | 128  | 100  | —    | 60   | —    | 33   | —    | 50   |
| Вуэльта Испании | 65   | НФ   | НФ   | —    | —    | 72   | —    | —    | 14   | —    | 41   | —    | 36   | —    |

| —  | Не участвовал  |
| НФ | Не финишировал |